# Myrtus communis
Il mirto (Myrtus communis L., 1753) è una pianta aromatica appartenente alla famiglia Myrtaceae e al genere Myrtus. È tipico della macchia mediterranea, viene chiamato anche mortella.

## Descrizione

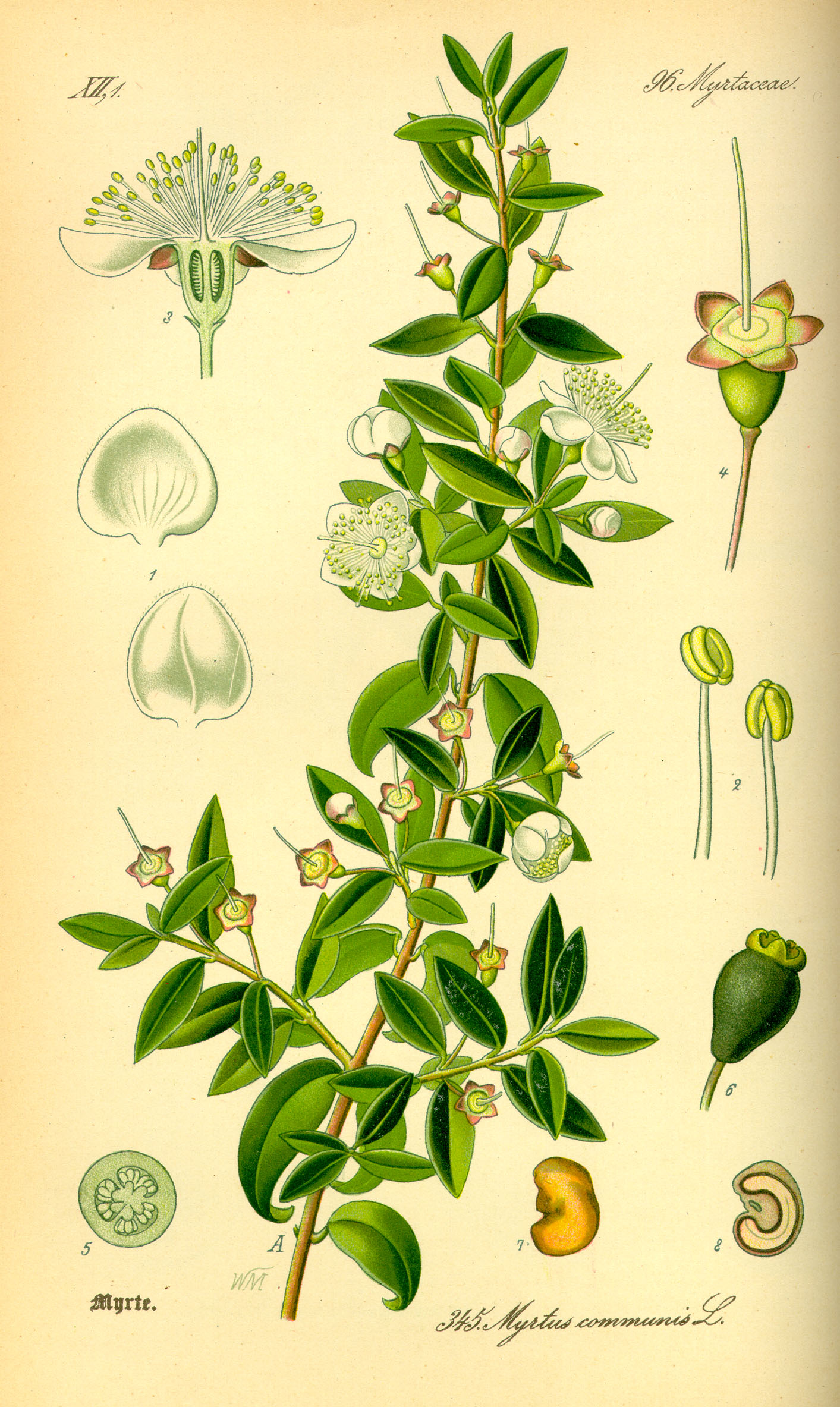
Tavola botanica

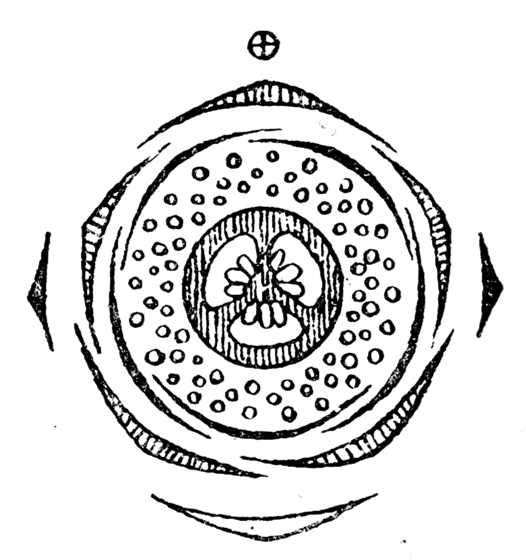
Diagramma fiorale

Il mirto ha portamento di arbusto o cespuglio, alto tra 0,5–3 m, molto ramificato ma rimane fitto; in esemplari vetusti arriva a 4–5 m; è una latifoglia sempreverde, ha un accrescimento molto lento e longevo e può diventare plurisecolare.
La corteccia, rossiccia nei rami giovani, col tempo assume un colore grigiastro.
Ha foglie opposte, ovali-acute, coriacee, glabre e lucide, di colore verde-scuro superiormente, a margine intero, con molti punti traslucidi in corrispondenza delle glandole aromatiche.
I fiori sono solitari e ascellari, profumati, lungamente peduncolati, di colore bianco o roseo. Hanno simmetria raggiata, con calice gamosepalo persistente e corolla dialipetala. L'androceo è composto da numerosi stami ben evidenti per i lunghi filamenti. L'ovario è infero, suddiviso in 2-3 logge, terminante con uno stilo semplice, e un piccolo stimma. La fioritura, abbondante, avviene in tarda primavera, da maggio a giugno; un evento piuttosto frequente è la seconda fioritura che si può verificare in tarda estate, da agosto a settembre e, con autunni caldi anche in ottobre. Il fenomeno è dovuto principalmente a fattori genetici.
I frutti sono delle bacche, globoso-ovoidali di colore nero-azzurrastro, rosso-scuro o più raramente biancastre, con numerosi semi reniformi. Maturano da novembre a gennaio persistendo per un lungo periodo sulla pianta.

## Distribuzione e habitat

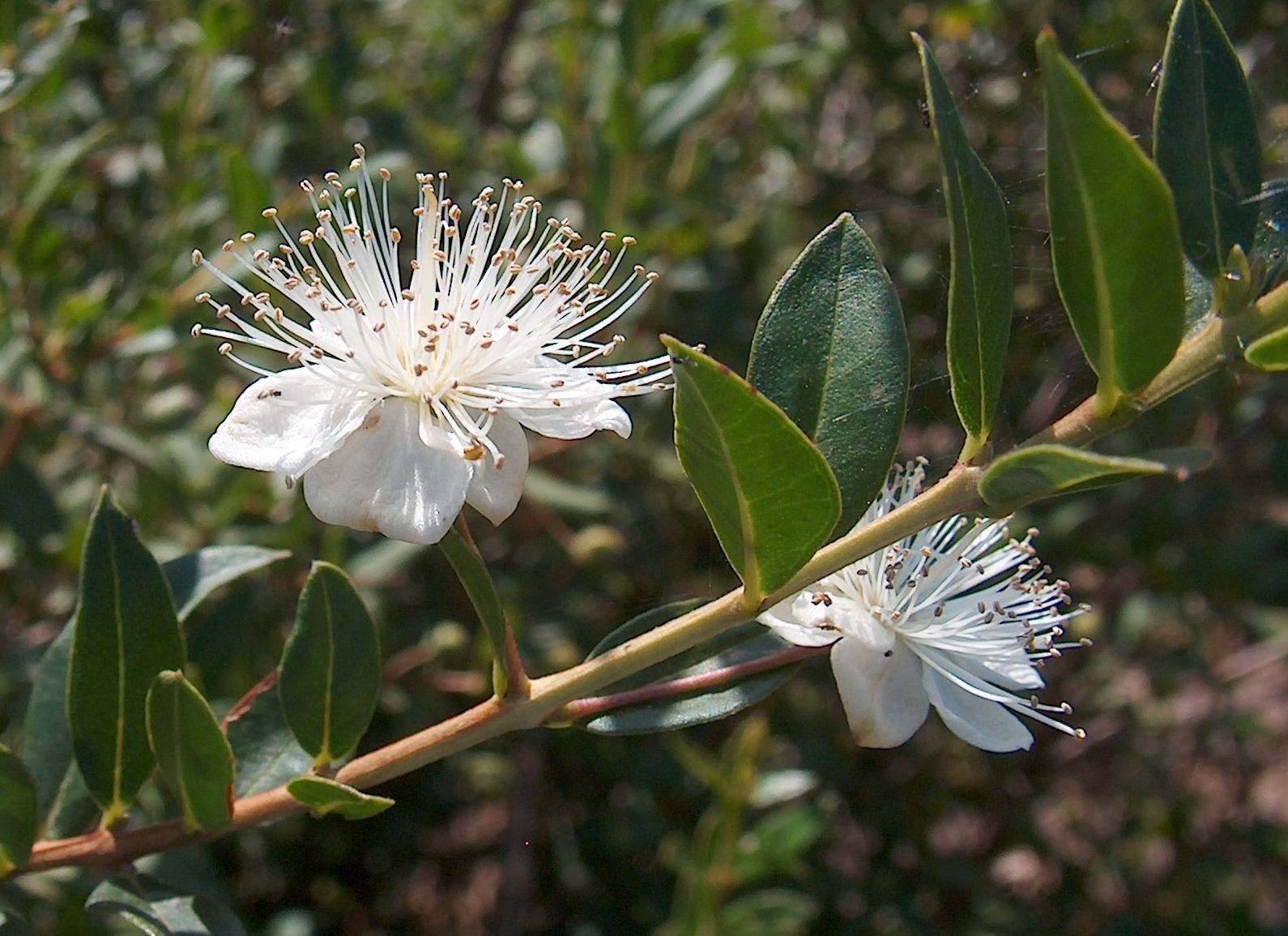
Fiori

È una specie spontanea delle regioni mediterranee, comune nella macchia mediterranea, in particolare è autoctono e spontaneo con grande diffusione in Sardegna e Corsica, mentre in altre aree mediterranee è principalmente introdotto.  
In Sardegna (dove in lingua locale viene chiamato sa murta, di genere femminile) e Corsica è un comune arbusto della macchia mediterranea bassa, tipica delle associazioni fitoclimatiche xerofile dell'Oleo-ceratonion. Meno frequente è invece la presenza del mirto nella macchia alta.

## Esigenze e adattamento
Il mirto è una pianta rustica ma teme il freddo intenso, si adatta abbastanza ai terreni poveri e siccitosi ma trae vantaggio sia dagli apporti idrici estivi sia dalla disponibilità d'azoto manifestando in condizioni favorevoli uno spiccato rigoglio vegetativo e un'abbondante produzione di fiori e frutti. Vegeta preferibilmente nei suoli a reazione acida o neutra, in particolare quelli a matrice granitica, mentre soffre i terreni a matrice calcarea.
È un arbusto sclerofilo e xerofilo.

## Miglioramento varietale per l'industria

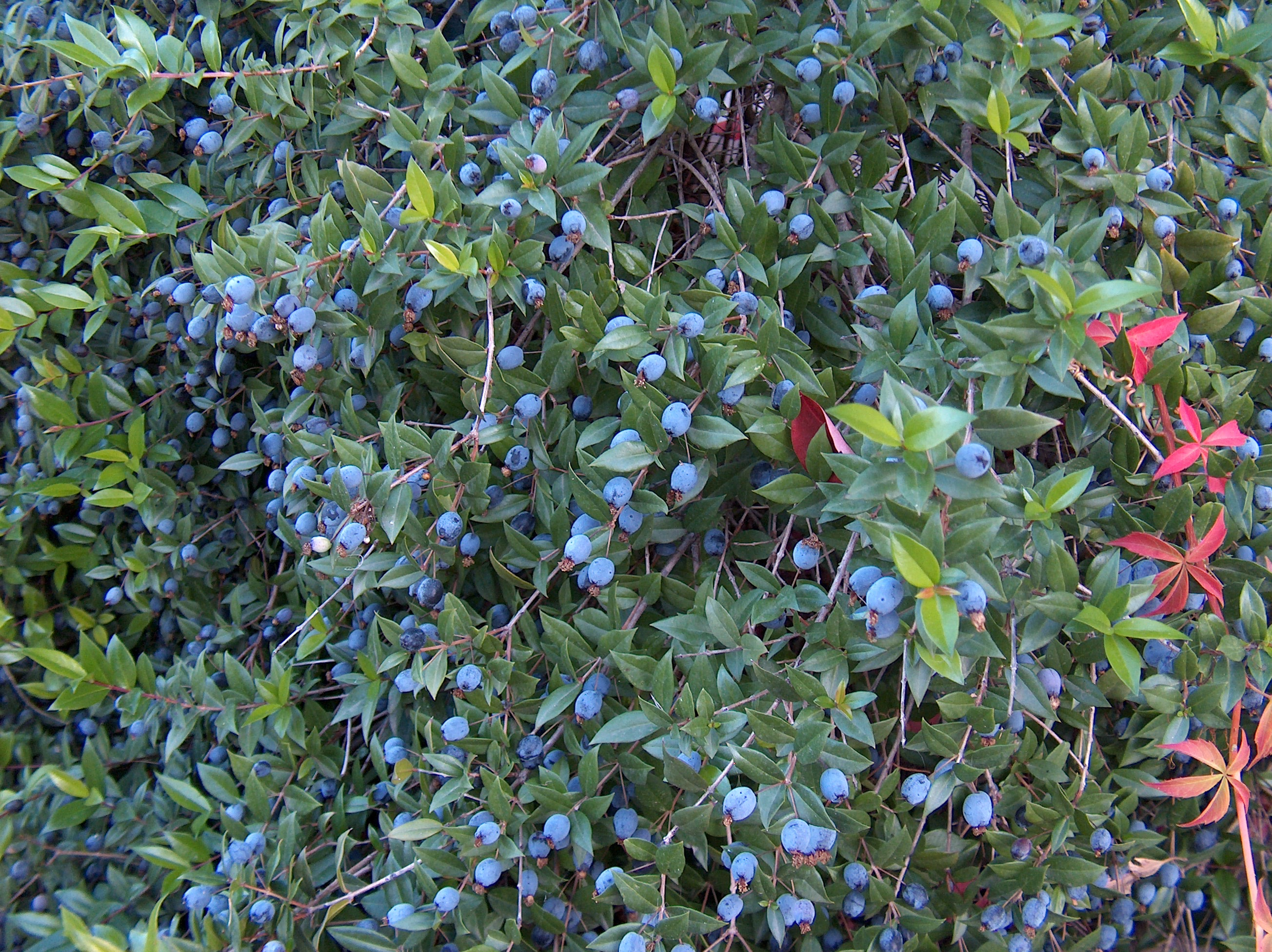
Bacche mature

Ne esistono numerose varietà coltivate a scopo ornamentale come il Myrtus communis var. variegata alta fino a 4,50 m, con foglie dalle eleganti striature colorate di bianco-crema e fiori profumati, ci sono anche degli arbusti che hanno le bacche bianche. Sono state selezionate varietà nane usate per coltivazione in vaso oppure altre ancora con fiori colorati e più grandi.
L'interesse economico che sta riscuotendo questa specie in Sardegna ha dato il via negli anni novanta a un'attività di miglioramento genetico da parte del Dipartimento di Economia e Sistemi Arborei dell'Università di Sassari, che ha selezionato oltre 40 cultivar fino al 2005. Lo scopo principale del miglioramento genetico è la produzione di bacche da destinare alla produzione del liquore di mirto, tuttavia è in corso anche un'attività di screening finalizzata alla produzione dell'olio essenziale.
Fra le caratteristiche morfologiche, fenologiche e produttive valutate ai fini del miglioramento genetico rientrano la forma e la pezzatura delle bacche, la dimensione dei semi, la vigoria della pianta, la pigmentazione dell'epicarpo, carattere fondamentale per la produzione del liquore, la produttività, la percentuale di radicazione (carattere fondamentale per la moltiplicazione per talea) e, infine, la predisposizione alla rifiorenza, carattere ritenuto negativo ai fini della produzione delle bacche.

## Propagazione

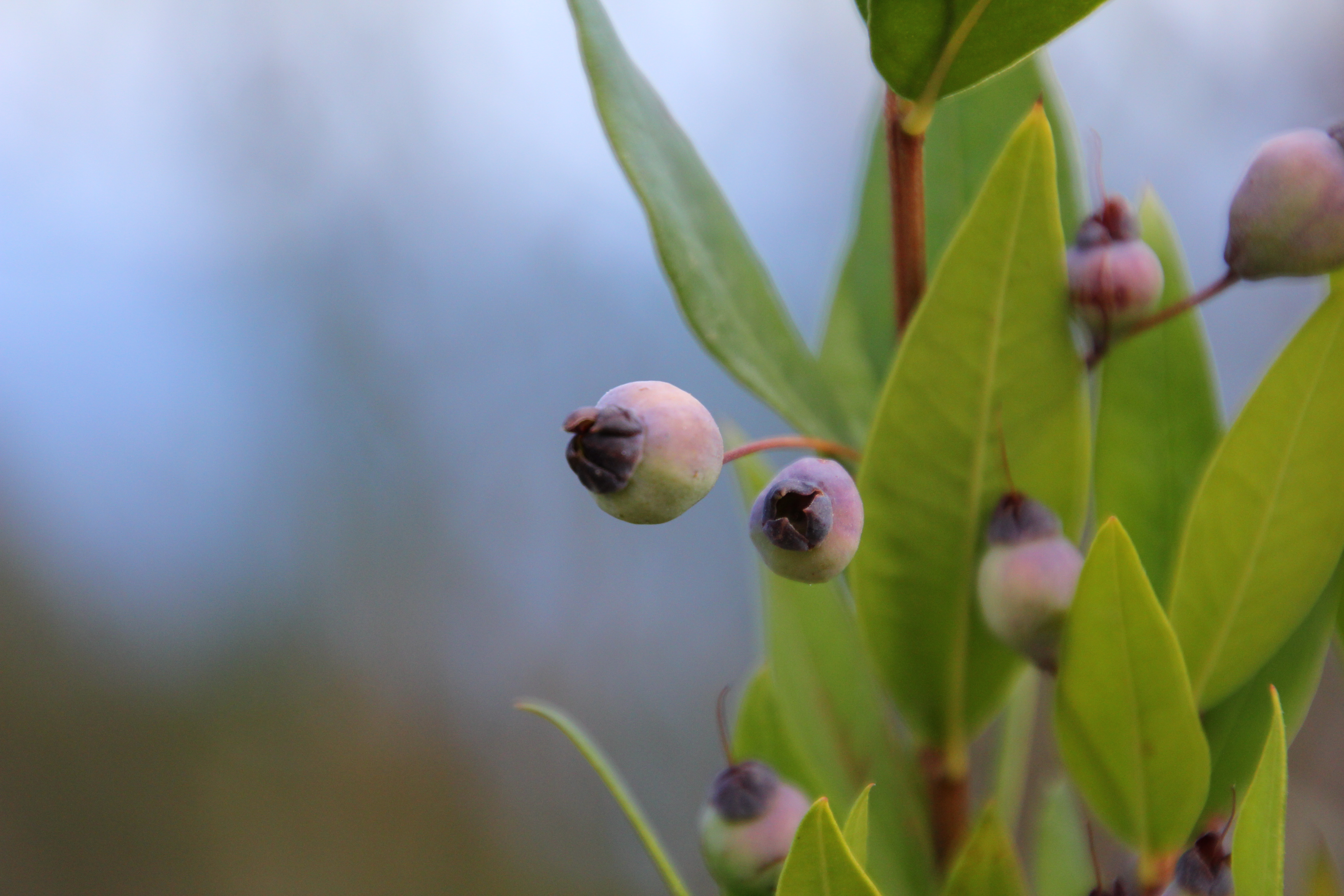
Bacca non matura

Il mirto può essere riprodotto per talea o per seme.
La riproduzione è utile per clonare ecotipi o varietà di particolare pregio da utilizzare in mirteti intensivi, perché consente di ottenere piante vigorose e precoci, in grado di fruttificare già in fitocella dopo un anno. Per ottenere percentuali di radicazione accettabili è indispensabile ricorrere a tecniche che incrementino il potere rizogeno, come il riscaldamento basale e il trattamento con fitoregolatori rizogeni, e rallentino l'appassimento delle talee, come la nebulizzazione.
La riproduzione per seme, per la sua semplicità e per i costi bassissimi, è consigliata per un'attività amatoriale da eseguire in ambito domestico. Le piante ottenute da seme sono meno vigorose e difficilmente entrano in produzione prima dei quattro anni. La semina va fatta nel periodo di maturazione delle bacche, nei mesi di dicembre-gennaio, in quanto i semi perdono ben presto il potere germinativo. Per realizzare un piccolo semenzaio si può utilizzare una cassetta da riempire con terriccio. Si sbriciolano le bacche semiappassite, distribuendo uniformemente il seme con una densità di 3-4 semi per centimetro quadrato e ricoprendolo con uno strato leggero di terriccio, dopo di che ci si deve preoccupare di irrigare frequentemente e moderatamente. La cassetta va mantenuta in un ambiente riparato, all'aperto nelle regioni a inverno mite, in serra nelle zone a inverno rigido. Le piantine vanno trapiantate in vasetti o in fitocelle della capacità di mezzo litro quando hanno raggiunto un'altezza di 4–6 cm.

## Tecnica colturale

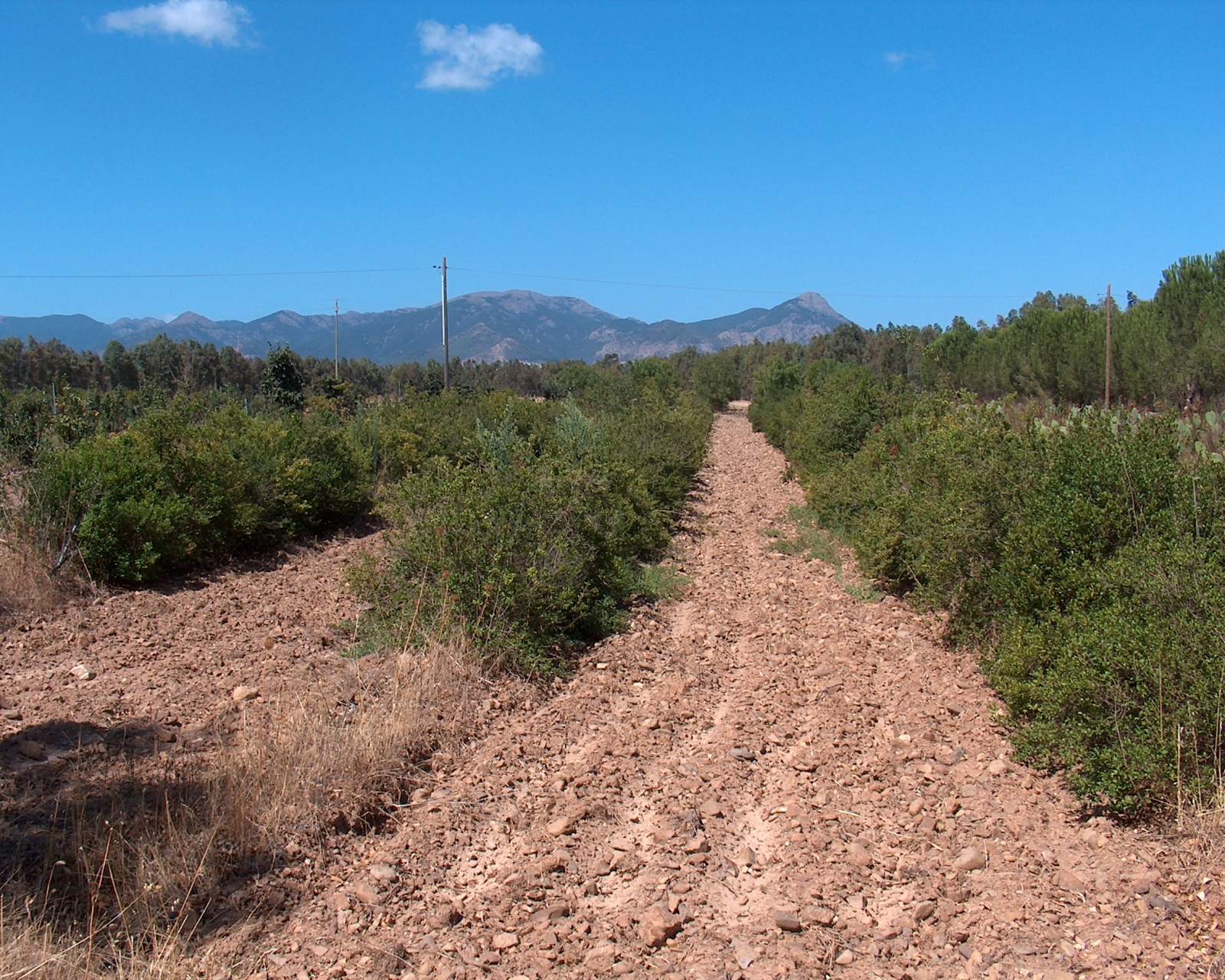
Mirteto di circa 10 anni

Il liquore di mirto è un prodotto che fino agli anni novanta ha interessato un mercato di nicchia a livello regionale, ma successivamente l'attività dell'industria liquoristica ha subito una notevole espansione promuovendo il prodotto nel mercato nazionale. La domanda di materia prima, tradizionalmente soddisfatta dai raccoglitori stagionali nella macchia mediterranea, ha portato a una notevole pressione antropica sulla vegetazione spontanea, che ormai non è più in grado di sostenere un'attività su larga scala.
A partire dalla metà degli anni novanta, pertanto, si sta promuovendo in Sardegna la coltivazione del mirto in impianti specializzati. La tecnica colturale è in piena fase di evoluzione in quanto è ancora oggetto di recente ricerca in diversi suoi ambiti, soprattutto in relazione alla meccanizzazione. Nei primi anni del millennio sono già emersi i primi indirizzi, applicati nei campi sperimentali e nei progetti pilota.
L'impianto del mirteto si esegue con gli stessi criteri applicati nella frutticoltura e nella viticoltura. Il terreno va preparato con lo scasso e la superficie sistemata con le lavorazioni complementari, in occasione delle quali si può valutare l'opportunità di una concimazione di fondo su terreni particolarmente poveri.

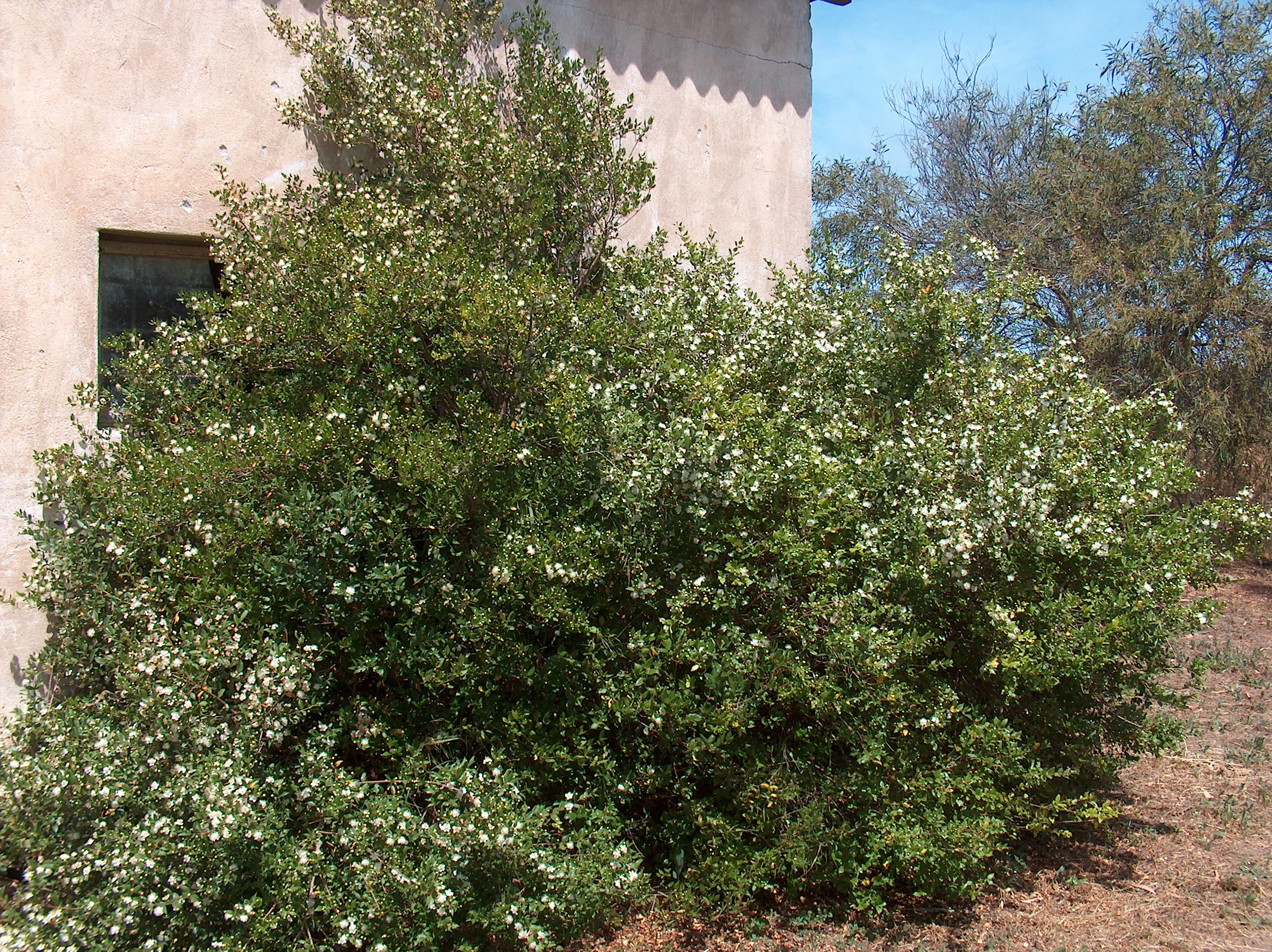
Arbusto in piena fioritura di circa 15 anni d'età, nato spontaneamente a ridosso di un rudere. Il considerevole vigore di questa pianta (quasi 3 metri d'altezza) è favorito dalle irrigazioni di soccorso estive e dall'esposizione a sud-est, protetta dal maestrale

Il sesto d'impianto più adatto per la meccanizzazione della coltura è di 1 x 3-3,5 metri, con un investimento di circa 3 000 piante a ettaro. Le piante, omogenee per età e cultivar, vanno messe a dimora in autunno o al massimo entro l'inizio della primavera per facilitare l'affrancamento. Si possono impiegare anche piante di un anno d'età provenienti da un vivaio, in quanto in grado di fornire una prima produzione già al secondo anno.
Il sistema d'allevamento più vicino al portamento della pianta è la forma libera a cespuglio. Con questo sistema in pochi anni le piante formano una siepe continua che richiede pochi interventi di potatura. Le sperimentazioni condotte dalla Facoltà di Agraria dell'Università di Sassari hanno però individuato nell'alberello una forma d'allevamento più adatta alla meccanizzazione della raccolta. Con questo sistema le piante sono costituite da un fusto alto circa 50 cm con chioma libera. In questo caso sono richiesti sistematici interventi di potatura più drastici per correggere il naturale portamento cespuglioso della pianta e l'allestimento di un sistema di sostegno basato su pali e fili. 
Per quanto riguarda la potatura di produzione, ancora non esiste una casistica sufficientemente collaudata, tuttavia il comportamento naturale del mirto può dare le prime indicazioni. Il mirto fruttifica sui rametti dell'anno, pertanto la potatura dovrebbe limitarsi a interventi di contenimento dello sviluppo e di ringiovanimento, oltre alla rimozione dei nuovi getti basali nel sistema ad alberello.
Per la sua rusticità e la capacità di competizione il mirto richiede per lo più il controllo delle infestanti con lavorazioni superficiali nell'interfila, qualora si adotti un sistema d'allevamento a cespuglio, e sulla fila nei primi anni e soprattutto con l'allevamento ad alberello. In caso di coltura in asciutto si opera secondo i criteri dell'aridocoltura con lavorazioni più profonde nell'interfila per aumentare la capacità d'invaso.

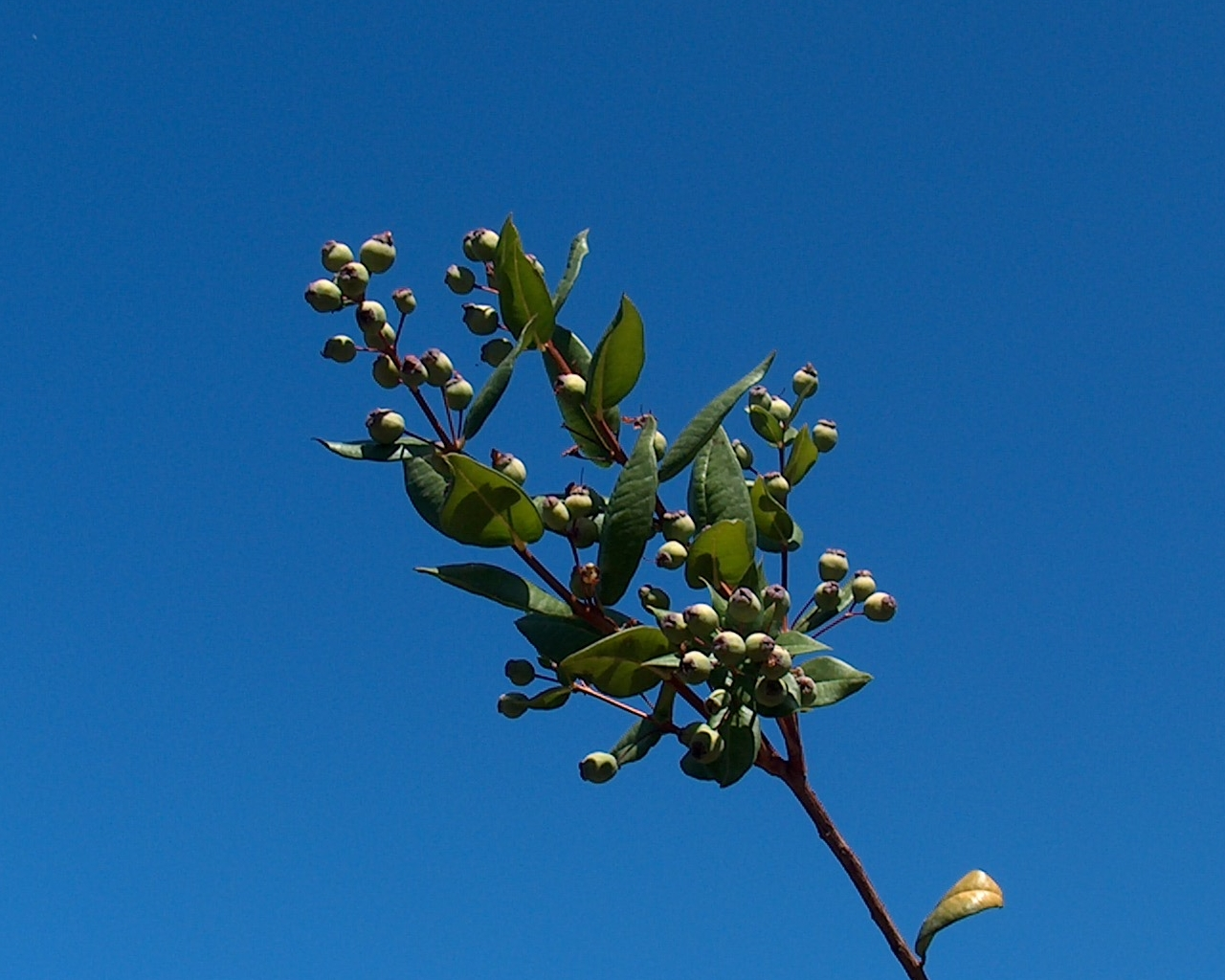
Bacche in accrescimento in tarda estate

Il mirto risponde positivamente soprattutto alla concimazione azotata in quanto la produzione è potenzialmente correlata allo sviluppo vegetativo primaverile. Gli interventi vanno pertanto eseguiti in epoca primaverile per incrementare il rigoglio vegetativo. La concimazione azotata e quella potassica diventano indispensabili per garantire un buon livello nutrizionale e contenere eventuali fenomeni di alternanza qualora si provveda ad asportare i rami in fase di raccolta.
L'irrigazione è indispensabile per garantire buone rese. La specie resiste bene a condizioni di siccità prolungata e potrebbe essere coltivata anche in asciutto, ma le rese sono piuttosto basse. Le dimensioni delle bacche inoltre sono piuttosto piccole e rendono proibitiva la raccolta con la brucatura o la pettinatura. Tre o quattro interventi irrigui di soccorso nell'arco della stagione estiva possono migliorare sensibilmente lo stato nutrizionale delle piante e di conseguenza le rese. I migliori risultati si ottengono naturalmente con irrigazioni più frequenti adottando sistemi di microirrigazione con turni di 10-15 giorni secondo la disponibilità e il tipo di terreno. I volumi stagionali ordinari possono probabilmente oscillare dai 1 000 ai 3 000 metri cubi a ettaro.

## Raccolta

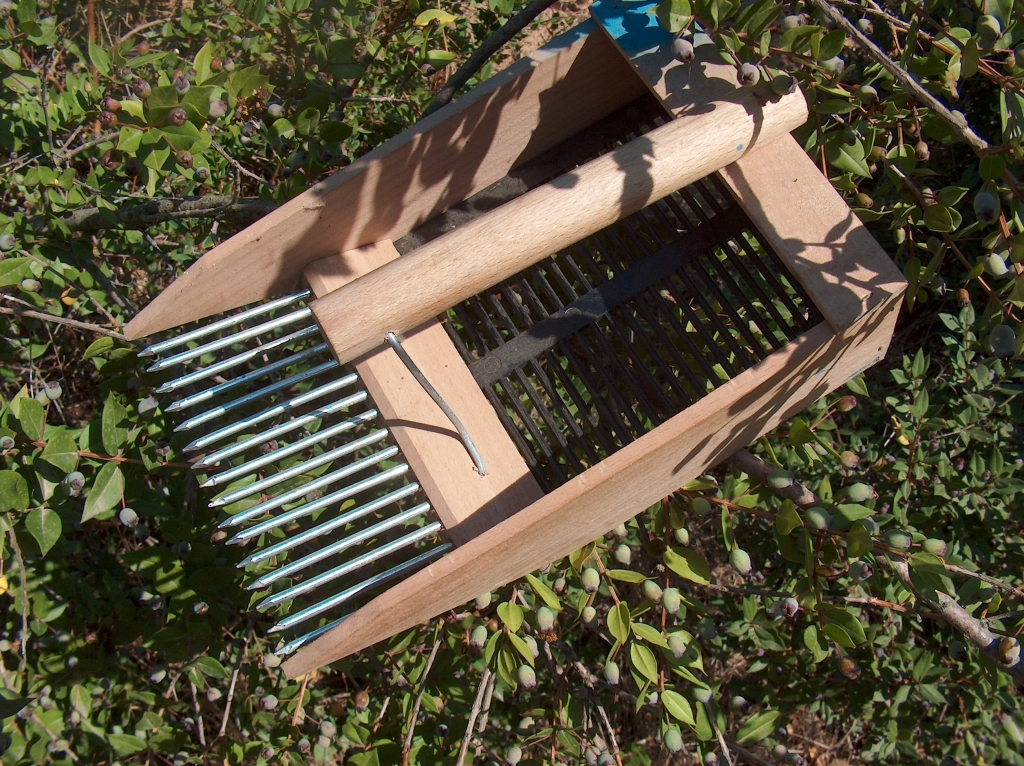
Pettine con intercettatore per la raccolta delle bacche

Tradizionalmente la raccolta nella macchia è eseguita con la brucatura o con l'impiego di strumenti agevolatori (pettini forniti di contenitori per l'intercettazione), questi ultimi in grado di aumentare leggermente la capacità di lavoro. Una pratica sconsiderata è quella di tagliare i rami e lasciarli appassire per qualche giorno in modo da staccare le bacche con la semplice scrollatura. Questa tecnica è deprecabile a causa del grave impatto ambientale se ripetuta negli anni: in un impianto artificiale potrebbe essere giustificata per ridurre i costi della raccolta su grandi estensioni ma oltre a offrire un eventuale rischio di alternanza (non documentato), richiede maggiori oneri di fertilizzazione per garantire un'adeguata rigenerazione annuale della vegetazione ed evitare un eccessivo impoverimento del terreno.
Il Dipartimento di Ingegneria del Territorio Sezione Meccanizzazione ed Impiantistica dell'Università di Sassari sta sperimentato alcuni prototipi per un'eventuale meccanizzazione della raccolta mutuati da altri sistemi di raccolta adottati in olivicoltura o in viticoltura. Allo stato attuale le ipotesi più accreditate prevedono l'impiego di macchine scavallatrici che effettuano lo scuotimento o la pettinatura con intercettazione per mezzo di reti.
Le rese possono variare sensibilmente secondo le condizioni operative. Le rese effettive nella macchia dipendono dalle caratteristiche intrinseche dell'associazione floristica, con particolare riferimento alla percentuale di copertura del mirto, dall'andamento climatico della stagione, dalle condizioni pedologiche. Prove condotte dal Dipartimento di Economia e Sistemi Arborei dell'Università di Sassari e dal Centro Regionale Agrario Sperimentale della Sardegna in diverse stazioni dell'isola hanno rilevato rese variabili da poche decine di chilogrammi a massimo 200 kg a ettaro. Negli impianti intensivi la letteratura non ha ancora fornito indicazioni attendibili, ma le rese potrebbero attestarsi sull'ordine di 4-6 t a ettaro in regime irriguo con investimenti di 3 000-3 500 piante.

## Usi

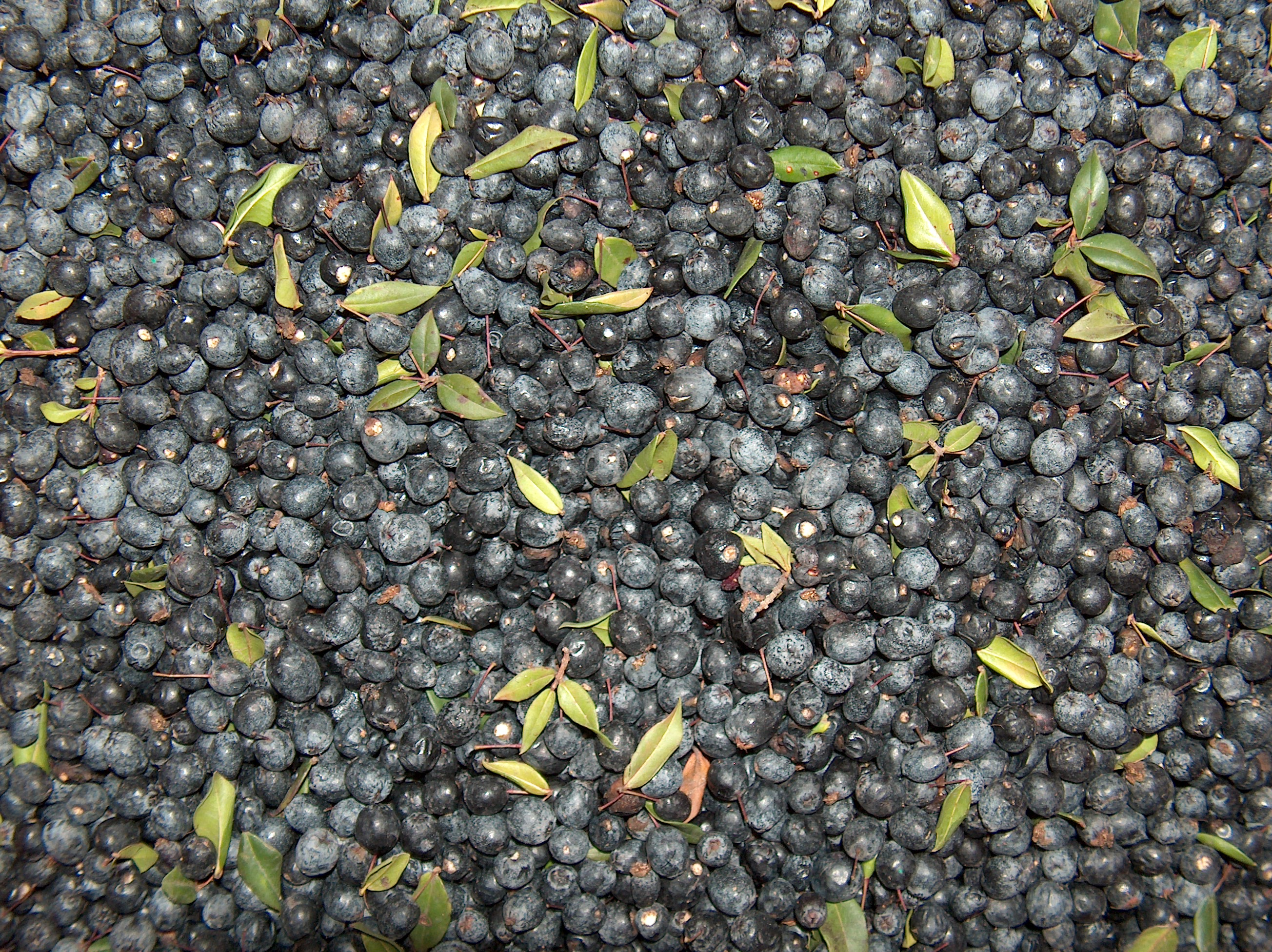
Bacche raccolte per la preparazione del liquore

Per il suo contenuto in olio essenziale (mirtolo, contenente mirtenolo e geraniolo e altri principi attivi minori), tannini e resine, è un'interessante pianta dalle proprietà aromatiche e officinali. Al mirto sono attribuite proprietà balsamiche, antinfiammatorie, astringenti, leggermente antisettiche, pertanto trova impiego in campo erboristico e farmaceutico per la cura di affezioni a carico dell'apparato digerente e del sistema respiratorio. Dalla distillazione delle foglie e dei fiori si ottiene una lozione tonica per uso eudermico. La resa in olio essenziale della distillazione del mirto è alquanto bassa.
Il prodotto più importante, dal punto di vista quantitativo, è rappresentato dalle bacche, utilizzate per la preparazione del liquore di mirto propriamente detto, ottenuto per infusione alcolica delle bacche attraverso macerazione o corrente di vapore. Lo stesso liquore è ormai diventato il digestivo per eccellenza offerto nei ristoranti sardi al termine del pasto. Un liquore di minore diffusione è il Mirto Bianco, ottenuto per infusione idroalcolica dei giovani germogli, erroneamente confuso con una variante del liquore di mirto propriamente detto ottenuto per infusione delle bacche di varietà a frutto non pigmentato. Il prezzo di mercato delle bacche si aggira intorno ai 1,8-2 euro/kg.
Nella tradizione gastronomica sarda il mirto è un importante condimento per aromatizzare alcune carni: i rametti sono tradizionalmente usati per aromatizzare il maialetto arrosto, il pollame arrosto o bollito, il manzo e soprattutto sa taccula o grivia, un semplice ma ricercato piatto a base di uccellagione bollita (tordi, merli, storni). L'uso del mirto come aroma per le carni non è comunque una prerogativa esclusiva dei sardi: la letteratura nel Web riporta ad esempio riferimenti anche per altre cucine regionali e per la cucina spagnola. Assai più raro è l'utilizzo del mirto come condimento per un risotto.
Il mirto è bottinato dalle api per ottenere il polline. Non è possibile produrre miele di mirto in quanto il mirto non produce nettare, essendo il fiore privo di nettari.
Nell'antichità, il mirto era pianta sacra a Venere, in quanto si riteneva che la dea, appena nata dalla spuma del mare, si fosse rifugiata in un boschetto di mirti.
L'impiego fitocosmetico del mirto risale al Medioevo: con la locuzione di Acqua degli angeli s'indicava l'acqua distillata di fiori di mirto.

## Giardinaggio

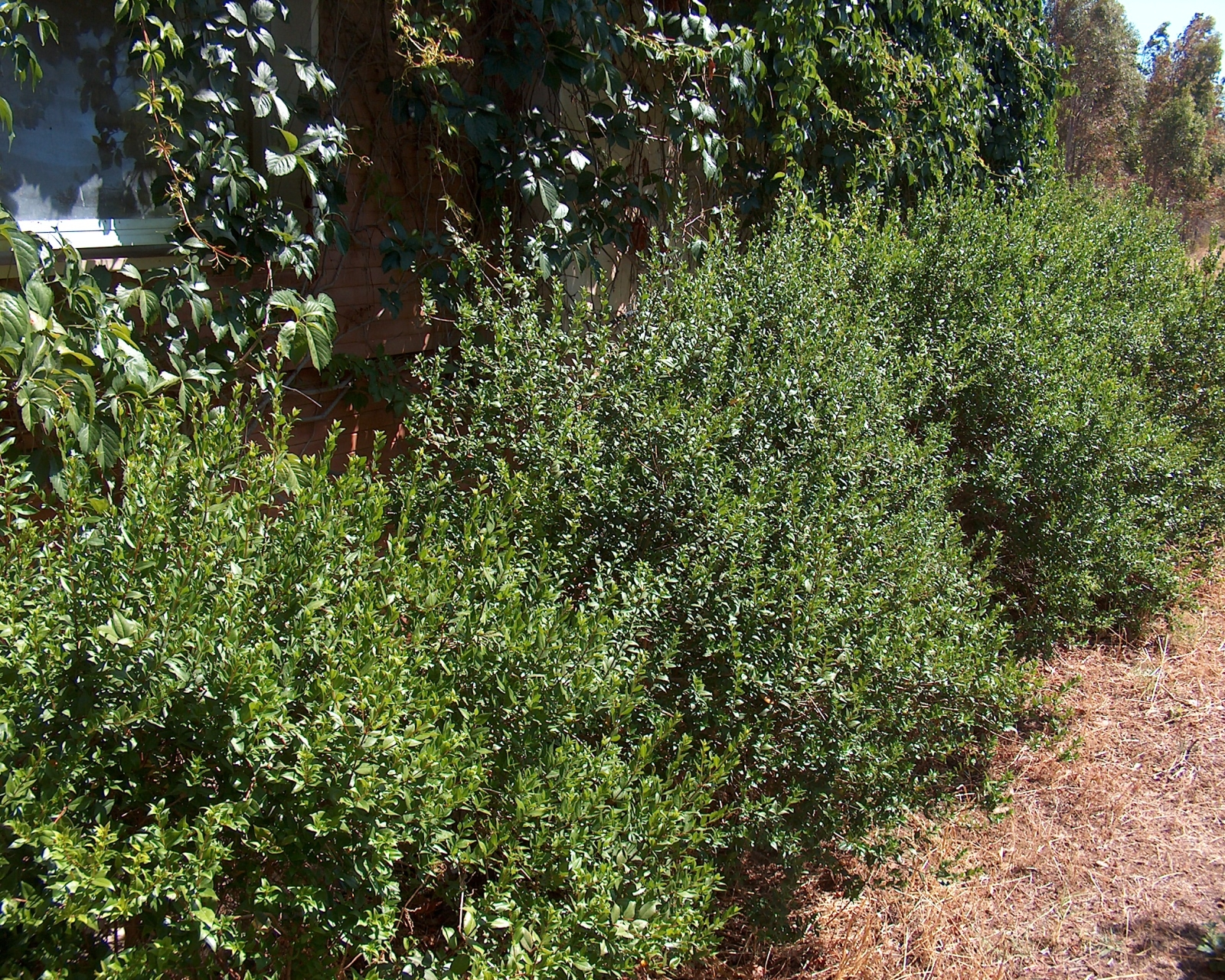
Siepe ornamentale a forma libera

L'abbondante e suggestiva fioritura in tarda primavera o inizio estate o la presenza per lungo tempo delle bacche (di colore nero bluastro o rossastro o rosso violaceo) nel periodo autunnale rendono questa pianta adatta per ravvivare i colori del giardino come arbusto isolato, allevato a cespuglio o ad alberello. L'utilizzazione più interessante del mirto come pianta ornamentale è tuttavia la siepe: in condizioni ambientali favorevoli è in grado di formare una fitta siepe medio alta in pochi anni. Le foglie, relativamente piccole, e la notevole capacità di ricaccio vegetativo lo rendono adatto a formare siepi modellate geometricamente con la tosatura, ma può anche essere allevato a forma libera e sfruttare in questo caso lo spettacolo suggestivo offerto prima dalla fioritura poi dalla fruttificazione.
L'"Orto del Mirto" è un settore dell'Orto botanico di Pisa, così denominato per la presenza di un vetusto esemplare di mirto.